# 北緯21度線
北緯21度線（ほくい21どせん）は、地球の赤道面より北に21度の角度を成す緯線。アフリカ、アジア、インド洋、太平洋、北アメリカ、カリブ海、大西洋を通過する。
この緯度の下では、夏至点時の可照時間は13時間25分で、冬至点時は10時間51分である。

## 通過する地域一覧
北緯21度線は、本初子午線から東に向かって以下の場所を通っている。
| 地理座標                                               | 国土・領土・領海 | 備考                                                                        |
| ------------------------------------------------------ | ---------------- | --------------------------------------------------------------------------- |
| 北緯21度0分 東経0度0分 / 北緯21.000度 東経0.000度      | マリ             |                                                                             |
| 北緯21度0分 東経1度11分 / 北緯21.000度 東経1.183度     | アルジェリア     |                                                                             |
| 北緯21度0分 東経7度42分 / 北緯21.000度 東経7.700度     | ニジェール       |                                                                             |
| 北緯21度0分 東経15度36分 / 北緯21.000度 東経15.600度   | チャド           |                                                                             |
| 北緯21度0分 東経21度5分 / 北緯21.000度 東経21.083度    | リビア           |                                                                             |
| 北緯21度0分 東経25度0分 / 北緯21.000度 東経25.000度    | スーダン         |                                                                             |
| 北緯21度0分 東経37度7分 / 北緯21.000度 東経37.117度    | 紅海             |                                                                             |
| 北緯21度0分 東経39度17分 / 北緯21.000度 東経39.283度   | サウジアラビア   |                                                                             |
| 北緯21度0分 東経55度20分 / 北緯21.000度 東経55.333度   | オマーン         |                                                                             |
| 北緯21度0分 東経58度48分 / 北緯21.000度 東経58.800度   | インド洋         | アラビア海                                                                  |
| 北緯21度0分 東経70度14分 / 北緯21.000度 東経70.233度   | インド           | グジャラート州 - カーティヤーワール半島                                     |
| 北緯21度0分 東経71度40分 / 北緯21.000度 東経71.667度   | インド洋         | カンバート湾                                                                |
| 北緯21度0分 東経72度44分 / 北緯21.000度 東経72.733度   | インド           | グジャラート州 マハーラーシュトラ州 チャッティースガル州 オリッサ州         |
| 北緯21度0分 東経86度53分 / 北緯21.000度 東経86.883度   | インド洋         | ベンガル湾                                                                  |
| 北緯21度0分 東経92度11分 / 北緯21.000度 東経92.183度   | バングラデシュ   |                                                                             |
| 北緯21度0分 東経92度16分 / 北緯21.000度 東経92.267度   | ミャンマー       |                                                                             |
| 北緯21度0分 東経100度33分 / 北緯21.000度 東経100.550度 | ラオス           |                                                                             |
| 北緯21度0分 東経103度4分 / 北緯21.000度 東経103.067度  | ベトナム         | 本土、いくつかの島                                                          |
| 北緯21度0分 東経107度50分 / 北緯21.000度 東経107.833度 | 南シナ海         | トンキン湾 - 中華人民共和国・広西チワン族自治区・潿洲島（英語版）の南を通過 |
| 北緯21度0分 東経109度41分 / 北緯21.000度 東経109.683度 | 中華人民共和国   | 広東省（雷州半島、東海島（英語版）                                          |
| 北緯21度0分 東経110度31分 / 北緯21.000度 東経110.517度 | 南シナ海         | フィリピン・マヴディス島の南を通過                                          |
| 北緯21度0分 東経121度56分 / 北緯21.000度 東経121.933度 | 太平洋           | アメリカ合衆国ハワイ州 モロカイ島とラナイ島の間を通過                       |
| 北緯21度0分 西経156度40分 / 北緯21.000度 西経156.667度 | アメリカ合衆国   | ハワイ州 マウイ島                                                           |
| 北緯21度0分 西経156度33分 / 北緯21.000度 西経156.550度 | 太平洋           |                                                                             |
| 北緯21度0分 西経105度20分 / 北緯21.000度 西経105.333度 | メキシコ         |                                                                             |
| 北緯21度0分 西経97度19分 / 北緯21.000度 西経97.317度   | メキシコ湾       | カンペチェ湾                                                                |
| 北緯21度0分 西経90度20分 / 北緯21.000度 西経90.333度   | メキシコ         | ユカタン半島                                                                |
| 北緯21度0分 西経86度49分 / 北緯21.000度 西経86.817度   | カリブ海         |                                                                             |
| 北緯21度0分 西経79度13分 / 北緯21.000度 西経79.217度   | キューバ         | Doce Leguas島                                                               |
| 北緯21度0分 西経79度10分 / 北緯21.000度 西経79.167度   | カリブ海         |                                                                             |
| 北緯21度0分 西経78度26分 / 北緯21.000度 西経78.433度   | キューバ         |                                                                             |
| 北緯21度0分 西経75度34分 / 北緯21.000度 西経75.567度   | 大西洋           |                                                                             |
| 北緯21度0分 西経73度42分 / 北緯21.000度 西経73.700度   | バハマ           | グレート・イナグア島                                                        |
| 北緯21度0分 西経73度8分 / 北緯21.000度 西経73.133度    | 大西洋           | タークス・カイコス諸島の最南端の島の南を通過                                |
| 北緯21度0分 西経17度3分 / 北緯21.000度 西経17.050度    | 西サハラ         | モロッコが領有権を主張 - ヌアディブー岬（英語版）半島                       |
| 北緯21度0分 西経17度2分 / 北緯21.000度 西経17.033度    | モーリタニア     | ヌアディブー岬（英語版）半島                                                |
| 北緯21度0分 西経17度0分 / 北緯21.000度 西経17.000度    | 大西洋           |                                                                             |
| 北緯21度0分 西経16度50分 / 北緯21.000度 西経16.833度   | モーリタニア     |                                                                             |
| 北緯21度0分 西経6度6分 / 北緯21.000度 西経6.100度      | マリ             |                                                                             |